# Smilodon
Smilodon is een geslacht van aan het eind van het Pleistoceen uitgestorven grote carnivoren uit de familie van de katachtigen (Felidae). 
Smilodon leefde in Noord-, Midden- en Zuid-Amerika. Ze leefden op grasland en in niet al te dicht begroeide bossen. De botten van veel exemplaren zijn in de teerputten van La Brea gevonden, zodat er vrij veel over ze bekend is. De in Europa levende Homotherium latidens wordt ook sabeltandtijger genoemd. Deze soort is wel een lid van dezelfde onderfamilie maar wordt in een andere geslachtengroep (Homotheriini) geplaatst.
Smilodon behoorde tot een groep katachtigen die de sabeltandkatten (Machairodontinae) worden genoemd. Het geslacht stamde af van Paramachairodus (13 tot 2 miljoen jaar geleden). Ook dit geslacht wordt meestal tot de sabeltandtijgers gerekend. Smilodon was niet nauw verwant aan tijgers en is geen voorouder van enige nog levende grote kattensoort.
Het is nog onduidelijk waardoor Smilodon is uitgestorven.

## Beschrijving
Smilodon had een korte staart en krachtige poten. De voorpoten waren wat langer dan die van huidige leeuwen. Het dier had twee grote sikkelvormige 'slagtanden' (tot circa dertig centimeter lang), sterk vergrote hoektanden in de bovenkaak, die ook bij gesloten bek naar buiten staken. De bek kon tot honderdtwintig graden worden geopend. Omdat de grote tanden vrij broos waren en bij contact met bot makkelijk zouden afbreken, denkt men dat Smilodon ze gebruikte om de weke delen van zijn slachtoffers fataal te verwonden, bijvoorbeeld met een halsbeet waarbij zowel de slokdarm als de luchtpijp doorgebeten werden om de prooi vrijwel direct te doden of in de buik om vitale organen of de halsslagader te doorklieven. Er zijn veel fossielen met afgebroken tanden gevonden. Voor de jacht gebruikten ze waarschijnlijk hun voorpoten. Die hebben een buitenlaag van dicht bot die relatief gezien vijftien procent dikker is dan die van huidige grote katachtigen. Het lijkt waarschijnlijk dat ze in groepen jaagden, omdat er skeletten gevonden zijn met genezen verwondingen die zo ernstig waren dat een dergelijk dier niet meer in staat zou zijn geweest zelfstandig te jagen.

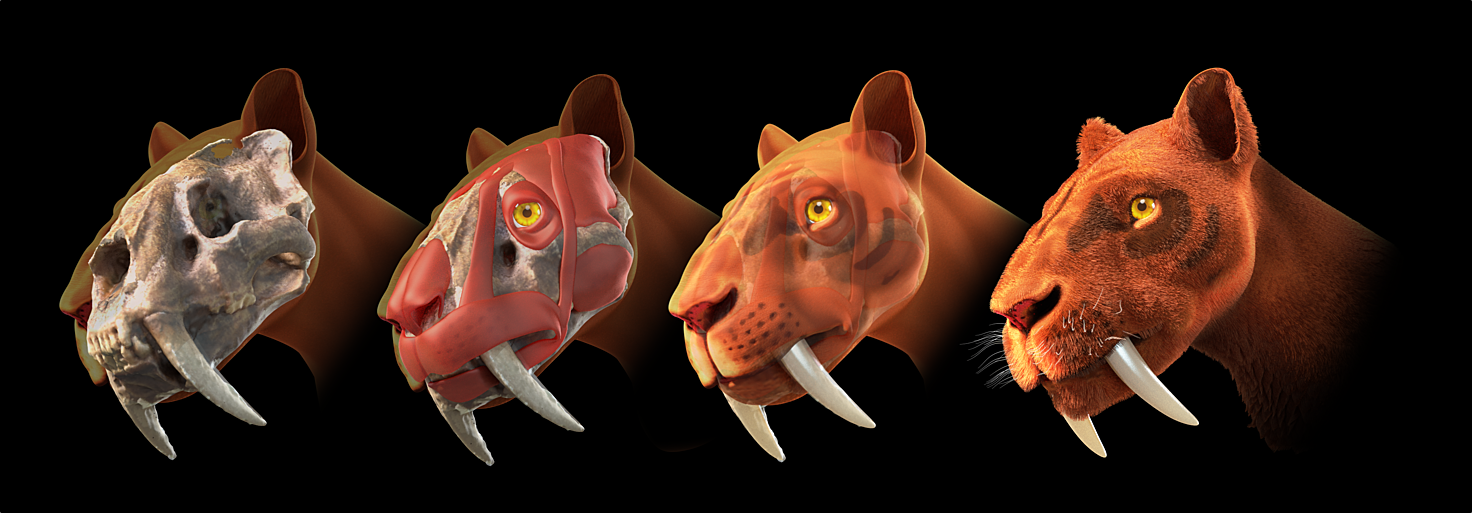
De stappen van een reconstructie van Smilodon

## Soorten
In het geslacht zijn drie soorten benoemd:
- Smilodon gracilis Cope, 1880; van 2,5 miljoen tot 50.000 jaar geleden (Noord-Amerika, Venezuela[8])
- Smilodon fatalis Leidy, 1869; van 1,6 miljoen tot 10.000 jaar geleden (Verenigde Staten tot in Ecuador en Peru)
- Smilodon populator Lund, 1842; van 1 miljoen tot 10.000 jaar geleden (oostelijk en zuidelijk Zuid-Amerika)

## Prooi
Prooidieren van Smilodon waren onder meer mastodonten, mammoeten, olifanten, gazellen, neushoorns, toxodons en macrauchenia's. Isotoopanalyse van fossiel materiaal uit Florida van Smilodon gracilis wijst op de pekari Platygonus en de kameelachtige Hemiauchenia als voornaamste prooidieren.